# يوقاريطاغليجة (جرجر)
يوقاريطاغليجة (بالتركية: Yukarıdağlıca)‏ هي قرية كرديّة تتبع إداريّاً لمديرية جرجر في محافظة أديامان التركية، بلغ عدد سكانها 253 نسمة في عام 2021.